# Sevinçli, Aksaray
Sevinçli là một thị trấn thuộc huyện Aksaray, tỉnh Aksaray, Thổ Nhĩ Kỳ. Dân số thời điểm năm 2010 là 1.586 người.